# مارفين كنول
مارفين كنول (بالألمانية: Marvin Knoll) (5 فبراير 1990 ببرلين في ألمانيا - ) هو لاعب كرة قدم ألماني في مركز الوسط. شارك مع منتخب ألمانيا تحت 16 سنة لكرة القدم ومنتخب ألمانيا تحت 17 سنة لكرة القدم ومنتخب ألمانيا تحت 20 سنة لكرة القدم. أما مع النوادي، فقد لعب مع دينامو دريسدن ونادي ساندهاوزن ونادي هرتا برلين ويان ريغينسبورغ وHertha BSC II ‏.

## روابط خارجية
- مارفين كنول على موقع قاعدة بيانات كرة القدم.إي يو (الإنجليزية)
- مارفين كنول على موقع بيانات كرة القدم. دي إي (الألمانية)
- مارفين كنول على موقع Soccerway.com (الإنجليزية)
- مارفين كنول على موقع عالم كرة القدم.نت (الإنجليزية)